# Wolfgang G. Müller (Anglist)
Wolfgang G. Müller (* 27. Oktober 1941 in Greiz) ist ein deutscher Universitätsprofessor für Anglistische Literaturwissenschaft im Ruhestand an der Friedrich-Schiller-Universität Jena. Er lehrte und forscht in den Fächern Germanistik, Anglistik, Amerikanistik und Komparatistik. Über den deutschen Sprachraum hinaus ist er bekannt durch seine Beiträge zu Rainer Maria Rilke, William Shakespeare, Jane Austen und zur Intertextualitätsforschung.

## Leben und  Wirken
Müller studierte von 1962 bis 1969 in Mainz, Manchester und Leicester. Er wurde an der Johannes-Gutenberg-Universität Mainz im Fach Deutsche Philologie promoviert. In Mainz habilitierte er im Fach Englische Philologie und wurde zum Professor ernannt. 1992 erhielt er den Ruf auf einen Lehrstuhl für Anglistische Literaturwissenschaft an der Friedrich-Schiller-Universität Jena, wo er bis über seine Emeritierung (2006) hinaus lehrte und forschte. Rufe an die Universität Chemnitz (1992) und die Universität Wien (1996) lehnte er ab. Nach seiner Emeritierung vertrat er zwei Jahre den Lehrstuhl für Englische Literaturwissenschaft an der Universität Vechta. Für die Universität Jena warb er u. a. drei größere, von der DFG geförderte Projekte ein: eines über Dialog und Gesprächskultur in der Renaissance, eines über die Don Quijote-Nachfolge in der englischsprachigen Literatur und eines über den Flaneur in der englischen und amerikanischen Literatur. Er war längere Zeit im Vorstand der Deutschen Shakespeare-Gesellschaft tätig, war Mitglied des Komitees des Wolfenbütteler Arbeitskreises für Renaissance-Forschung und Mitherausgeber des Internationalen Jahrbuchs Rhetorik. Wolfgang G. Müller ist Mitglied der Akademie gemeinnütziger Wissenschaften zu Erfurt. Er pflegt Kontakte mit asiatischen Universitäten und Forschungseinrichtungen und ist Vice-President der International Association for Ethical Literary Criticism.

## Forschungsschwerpunkte und ausgewählte Studien
- Wolfgang Müller hat sich kontinuierlich mit der Lyrik und Lyriktheorie auseinandergesetzt, wobei Gattungsprobleme und die Frage der Subjektivität und die Dinglyrik sowie der Imagismus im Mittelpunkt stehen. Hauptwerke sind die Monographien über Rainer Maria Rilkes Neue Gedichte (1971) und über das Lyrische Ich (1979).
- Ein weiteres zentrales Forschungsgebiet ist das Werk Shakespeares, was sich vor allem in kommentierten Textausgaben (Hamlet, 2005, Henry VIII, 2021) und Studien zu politischen Problemen und zum Verhältnis von Rhetorik und Poetik zeigt, beginnend mit seiner Monographie über die politische Rede bei Shakespeare (1979).
- Die Breite seines Forschens ist besonders in seinen Arbeiten zur Rhetorik und Stilistik dokumentiert, die einen komparatistischen und kulturgeschichtlichen Zugang pflegen und sich wie selbstverständlich durch verschiedene Epochen und Literaturen bewegen. Ein Beispiel dafür ist die Monographie Topik des Stilbegriffs. Zur Geschichte des Stilverständnisses von der Antike bis zur Gegenwart (Darmstadt 1981). Das gattungsübergreifende und komparatistische Verfahren zeigt sich auch in seinen Untersuchungen zum Dialog als Gattung und als literarisches Formelement. Einen Schwerpunkt bildet dabei der Renaissance-Dialog, dem ein umfangreiches Forschungsprojekt gewidmet wurde.
- Eine Gattung, mit der sich Wolfgang Müller intensiv beschäftigt hat, ist der Brief. Dabei bewegt er sich seiner komparatistischen Arbeitsweise entsprechend wiederum in verschiedenen Sprachen und Literaturen und geht auf die Antike, besonders auf das Briefwerk Ciceros, zurück. Desselben Verfahrens bedient er sich in seinen Studien zur Gattung des Essays.
- Zu neuen Erkenntnissen führt sein komparatistischer Ansatz auch in seinen Untersuchungen zur kreativen Rezeption von Cervantes’ Don Quijote im englischen Roman des 18. Jahrhunderts. Während es bekannt ist, dass ohne das Werk des spanischen Autors die Genese des englischen Romans, etwa bei Fielding, nicht denkbar gewesen wäre, kann er zeigen, dass es auf dem Wege über die Feminisierung der Quijote-Figur durch Autorinnen von Charlotte Lennox bis zu Jane Austen zu neuen, spezifisch weiblichen Ausdrucksformen kam (z. B. in einem Aufsatz in Poetica 1979).
- Breit gefächert sind auch seine Studien zur Erzählforschung, wenn sein Interesse sich auch immer wieder auf Jane Austen richtet, deren Verwendung der Ironie er einen maßstabsetzenden Artikel (2018) gewidmet hat. Vor ihm hat noch niemand erkannt, dass die Ironie bei Austen bis in die Bewusstseinsdarstellung, ihren innovativen Gebrauch der freien indirekten Gedankenwiedergabe (free indirect style), dringt. In diesem Zusammenhang ist es notwendig, darauf hinzuweisen, dass Wolfgang Müller wesentliche Beiträge zum Begriff der Ironie und zur Verwendung der Ironie in der Literatur geleistet und grundlegende Handbuchartikel zum Begriff der Ironie verfasst hat.
- Wiederholt hat er sich auch mit Gender-Fragen beschäftigt, zum Beispiel mit dem Phänomen, dass es Shakespeare einer weiblichen Figur überlässt, die Handlung des Dramas zu initiieren und zu lenken: „Die Geburt der Komödie aus dem Geist der Frau. Geschlecht und Gattung in Shakespeares As You Like It“. Poetica 29 (1997), 378–404.
- Einen großen Teil von Wolfgang Müllers wissenschaftlichem Werk machen seine Beiträge zur Intertextualitätsforschung aus. Internationale Aufnahme fand der Begriff Interfiguralität (interfigurality), den er für Figurenbeziehungen zwischen unterschiedlichen Texten prägte. Von systematischem Wert ist auch sein Vorschlag, für Texte, die sich der Bezugnahme auf andere Texte (Folgewerke, Re-Writes, Fortsetzungen usw.) verdanken, den Begriff „derivative Literatur“ (in einem nicht abwertenden Sinne) zu verwenden.
- Seit einigen Jahren legt er Beiträge zu der Verbindung zwischen Literatur und Philosophie, insbesondere der Ethik vor, die besonders in Asien im Kontext der dort gepflegten ethischen Literaturkritik rezipiert werden.

## Schriften

### Monographien
- Rainer Maria Rilkes „Neue Gedichte“. Vielfältigkeit eines Gedichttypus. Meisenheim 1971.
- Die politische Rede bei Shakespeare. Tübingen 1979.
- Das lyrische Ich. Erscheinungsformen gattungseigentümlicher Autor-Subjektivität in der englischen Lyrik. Heidelberg 1979.
- Topik des Stilbegriffs. Zur Geschichte des Stilverständnisses von der Antike bis zur Gegenwart. Darmstadt 1981.
- Die englisch-schottische Volksballade. Bern, München 1983.

### Herausgaben
- Hg. zus. mit Peter Erlebach und Klaus Reuter: Geschichtlichkeit und Neuanfang im sprachlichen Kunstwerk. Tübingen 1981.
- Hg. zus. mit Barbara Bauer: Staatstheoretische Diskurse im Spiegel der Nationalliteraturen von 1500–1800. Wolfenbüttel 1998.
- Hg. zus. mit Olga Fischer: From Sign to Signing. Amsterdam, Philadelphia 2003.
- Hg. zus. mit Bodo Guthmüller: Dialog und Gesprächskultur in der Renaissance. Wolfenbüttel 2004.
- Hg. zus. mit Norbert Greiner: William Shakespeare, Hamlet. Englisch-deutsche Studienausgabe. Tübingen 2005.
- William Shakespeare, King Henry VIII. Englisch-deutsche Studienausgabe. Tübingen 2021.

### Ausgewählte Aufsätze
- Charlotte Lennox’ The Female Quixote und die Geschichte des englischen Romans. In: Poetica. Band 11, 1979, S. 369–393.
- Interfigurality. A Study on the Interdependence of Literary Figures. In: Heinrich F. Plett (Hrsg.): Intertextuality, Berlin, New York 1991, S. 101–121.
- ‚Kiss Me, Kate‘. Zur Semantik und Ästhetik der Darstellung des Kusses in der englischen Literatur. In: Literaturwissenschaftliches Jahrbuch. Band 36, 1995, S. 315–337.
- Das mythologische Exemplum in der englischen Renaissance. In: Bodo Guthmüller, Wilhelm Kühlmann (Hrsg.): Renaissancekultur und antike Mythologie, Tübingen 1999, S. 183–206.
- ‘I am acting in the interests of justice’. Recht und Gerechtigkeit in den Detektivromanen von Agatha Christie. In: Literaturwissenschaftliches Jahrbuch. Band 51, 2010, S. 255–279.
- Style and Syntax as Catalysts of Sterne’s Humour in Tristram Shandy. In: Klaus Vieweg, James Vigus, Kathleen M. Wheeler (Hrsg.): Shandean Humour in English and German Literature and Philosophy, London 2013, S. 19–30.
- ‚O meine Freunde, es gibt keinen Freund‘: Jacques Derridas Umgang mit einem Aristoteles-Zitat in Politik der Freundschaft. In: Claus Uhlig, Wolfram Keller (Hrsg.): Europa zwischen Antike und Moderne. Beiträge zur Philosophie, Literaturwissenschaft und Philologie, Heidelberg 2014, S. 481–501.
- Literary Figure into Pictorial Image. Illustrations of Don Quixote Reading Romances. In: Literaturwissenschaftliches Jahrbuch. Band 55, 2014, S. 239–269.
- Motion and Emotion. The application of Sensory-Motor Concepts to the Representation of Emotion in Literature. In: Liane Ströbel (Hrsg.): Sensory Motor Concepts in Language & Cognition, Düsseldorf 2016, S. 63–81.
- Silence and Communication in Shakespeare’s Dramatic Works. In: Forum for World Literature Studies. Band 10.2, 2018, S. 200–221.
- Irony in Jane Austen: A Cognitive- Narratological Approach. In: Jan Alber, Birte Christ (Hrsg.): Hwo to Do Things with Narrative: Cognitive and Diachronic Perspectives, Berlin 2018, S. 43–64.
- ‘No stranger here’: Shakespeare in Germany. In: Janet Clare, Dominique Goy-Blanquet (Hrsg.): Migrating Shakespeare. First European Encounters, Routes and Networks, London 2021, S. 55–78.